# Protipapež Janez XXIII.
Protipapež Janez XXIII. (rojen kot Baldassarre Cossa), vojak, kardinal, apostolski nuncij in protipapež, * okoli 1370, † 22. december 1419, Firence. 

## Življenjepis
V času zahodnega razkola (shizme) je bil v letih 1410–1415 eden od treh papežev. V maju 1415 je bil odstavljen. Katoliška cerkev ga obravnava kot protipapeža.

### Hitro napredovanje
Baldassarre Cossa je bil rojen v Neapeljskem kraljestvu v obubožani plemiški družini. Bil je zelo bister, z veliko energije, a brezvesten in nemoralen pustolovec. Prvotno je bil vojak, potem pa je šel študirat na bolonjsko univerzo in diplomiral v pravu. 1392 je stopil v službo papeža Bonifacija IX. Pri upravljanju s papeškimi financami se je pokazal kot dober vodja. 1402 ga je papež imenoval za kardinala-diakona, 1403 za apostolskega nuncija v Bologni.

### Kardinal
Bil je eden od sedmih kardinalov, ki so zapustili papeža Gregorja XII. in s pristaši protipapeža Benedikta XIII. iz Avignona 1409 sklicali koncil v Pisi z namenom, končati razkol v cerkvi. Koncilu je načeloval Cossa. Odstavili so Gregorja XII. in Benedikta XIII. in postavili za novega papeža Aleksandra V. Odstavljena papeža koncila seveda nista hotela priznati in sedaj so bili papeži že trije.
V nastalem položaju je videl nove možnosti za uveljavitev svojih dednih pravic Ludvik II. Anžujski, pretendent za prestol Neapeljskega kraljestva. 1410 je za Aleksandra V. z vojsko zavzel Rim. A Aleksander ni hotel zapustiti Bologne, kjer je 3. maja 1410 umrl. 

### Eden od treh papežev
Za njegovega naslednika je bil 25. maja, ob podpori Ludvika Anžujskega in Firenc, na hitro izvoljen Baldassarre Cossa, ki si je izbral ime Janez XXIII. Le en dan prej je bil posvečen v duhovnika. Priznale so ga Francija, Anglija, Češka, Prusija, Portugalska, del Svetega rimskega cesarstva in mnoga severno italijanska mesta vključno Firence in Benetke. Aragonsko kraljestvo, Kastilija in Škotska so še vedno priznavale Benedikta XIII., neapeljski kralj Ladislav, vojskovodja Carlo I. Malatesta, bavarska princesa, grof Palatinata Ludvik III., deli Nemčije in Poljska pa Gregorja XII.
Interesi Janeza XXIII. so sovpadali z interesi Ludvika Anžujskega. Začel je pozivati h križarskemu pohodu napram Ladislavu Neapeljskemu in obljubil udeležencem pohoda odpustke (kar je sprožilo zgražanje v tistih delih Evrope, kjer je že vzniknilo reformistično gibanje). Skupaj sta napadla Ladislava Neapeljskega in 19. maja 1411 v bitki zmagala. Janez XXIII. se je preselil v Rim in naredil Medičejce, ki so ga finančno podpirali, za bankirje rimske kurije.
A Ludvik med Neapeljčani ni imel podpore in se je moral kmalu umakniti nazaj v Francijo. Janez XXIII. se je le s pogajanji in denarjem uspel obdržati v Rimu do maja 1413, ko je Ladislav z vojsko tam spet ustoličil papeža Gregorja XII. Janez XXIII. se je zatekel v Firence.
V severni Italiji se je tedaj mudil Sigismund, kralj Madžarske, Hrvaške, Češke in Nemčije, ki je želel postati tudi cesar Svetega rimskega cesarstva, katerega imenovanje je bilo tedaj še v pristojnosti papeža. Pregovarjal je Janeza XXIII., naj skliče koncil, ki bi končal cerkveni razkol in razrešil verska ideološka razhajanja, ki so se širila s praške univerze. Janez je z oklevanjem res sklical koncil v Konstanci, ki se mu je koncem 1414 pridružil tudi Gregor XII.

### Obsodba in odstavitev
Koncil ni potekal tako, kot je Janez XXIII. upal, ampak je sklenil, naj vsi trije papeži odstopijo in naj se izvoli nov papež. Gregor se je strinjal. Najprej se je strinjal tudi Janez, potem pa je zapustil koncil, misleč da bo njegova odsotnost naredila koncil neveljaven. Namesto tega ga je koncil odstavil in obsodil za vrsto zločinov, vključno s herezijo, simonijo, tiranijo, umor Aleksandra V. z zastrupitvijo in da je zapeljal nič manj kot 200 bolonjskih dam. Janeza so odstavili in Benedikta XIII. izobčili, potem ko je odklonil, da bi odstopil. Cosso so prepustili v varstvo (od nekdaj sovražnemu mu) grofu Palatinata Ludviku III., ki ga je držal zaprtega v svojih gradovih ob Renu, in se posvetili zadevi Jana Husa. 
28. decembra 1417 so za novega papeža izvolili Martina V. (potem ko je malo prej umrl prejšnji papež Gregor XII.). A palatinski knez je hudo bolnega Cosso izpustil šele naslednje leto, potem ko je bila zanj izplačana velika odkupnina.

### Spet kardinal
Cossa se je zatekel v Firence, kjer mu je Giovanni di Bicci de' Medici nudil zatočišče in posredoval pri papežu Martinu V., da ga je, potem ko se mu je poklonil, imenoval za kardinala-škofa v mestu Tusculum. 

## Smrt in spomenik
Umrl je v Firencah nekaj mesecev kasneje, 22. decembra 1419.
Izvršitelji Cossine oporoke so pri Donatellu in Michelozzu naročili veličasten nagrobni spomenik, ki so ga postavili v firenškem Baptisteriju. Papež Martin V. je zaman protestiral zaradi napisa Ioannes Quondam Papa XXIII (Janez XXIII. nekoč papež).
Imena Janez ni izbral noben papež vse do 1958, ko si je ime Janez XXIII. izbral Angelo Giuseppe Roncalli.